# Тонкеріс (Толебійський район)
Тонкері́с (каз. Төңкеріс) — село у складі Толебійського району Туркестанської області Казахстану. Входить до складу Каратобинського сільського округу.
Населення — 531 особа (2021; 609 у 2009, 509 у 1999, 369 у 1989).